# Marae en Polynésie française

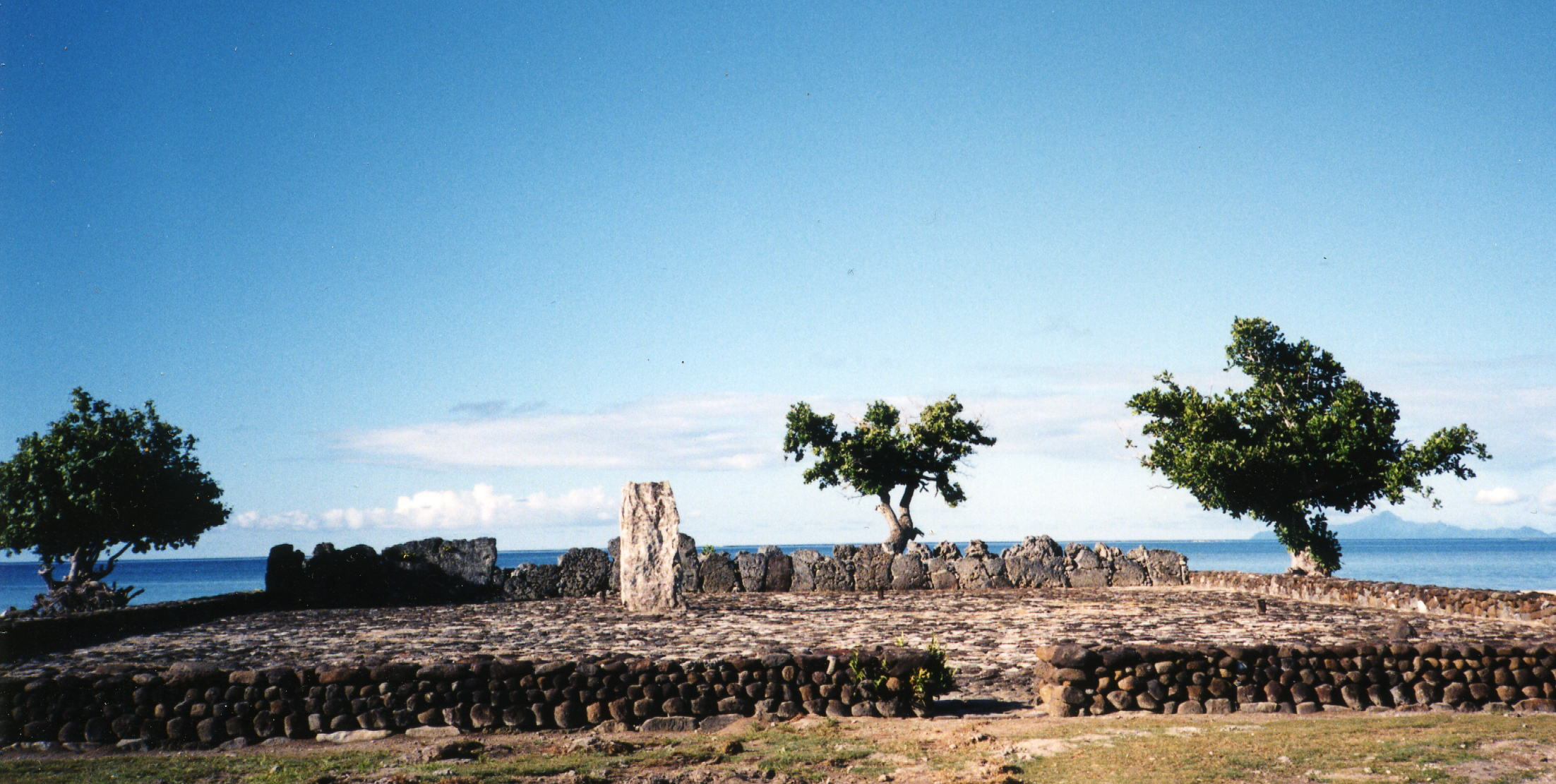
Marae de Taputapuātea.

En Polynésie française, un marae désigne spécifiquement une plate-forme construite le plus souvent en pierres volcaniques ou en corail, où se déroulaient les anciens cultes polynésiens, associés souvent à des cérémonies culturelles, sociales et politiques.
Le marae est l'espace culturel, social et politique de la société polynésienne pré-européenne. De tailles variables, il existe une hiérarchie des marae : certains, de taille modeste, concentrent les célébrations locales d'un clan ou d'une famille ; d'autres, comme celui de Taputapuātea situé à Ōpoa sur l'île de Raiatea, rassemblaient les chefs des îles de plusieurs archipels pour y parler des questions sociales importantes, y célébrer les dieux ou introniser un roi. L'influence du marae de Taputapuātea s'étendait autrefois sur tout le triangle polynésien et il était considéré comme l'unique marae pan-polynésien. Ce sont des lieux très symboliques qui attirent le monde du tourisme. 

## Description duvavau

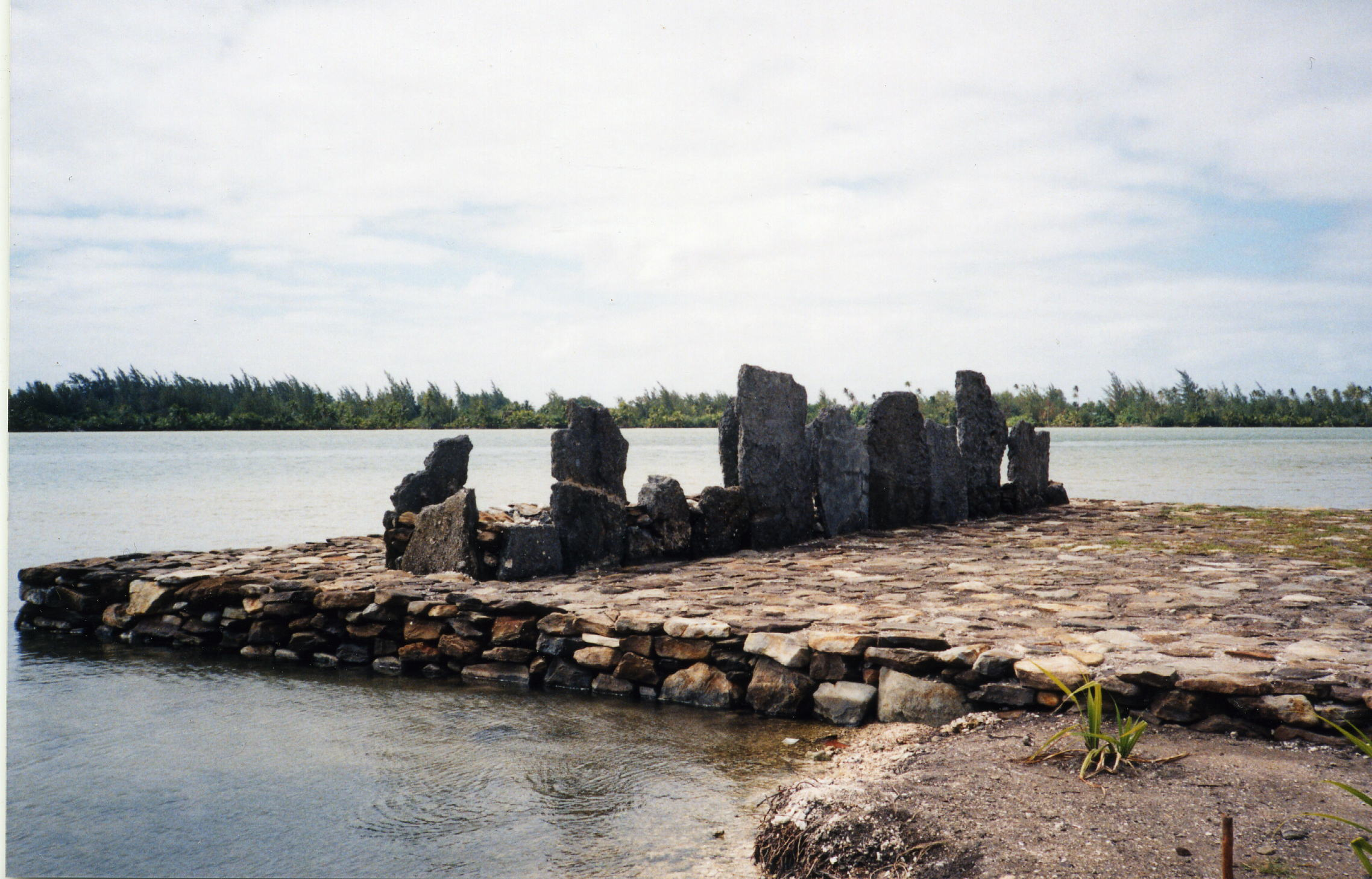
Marae à Huahine.

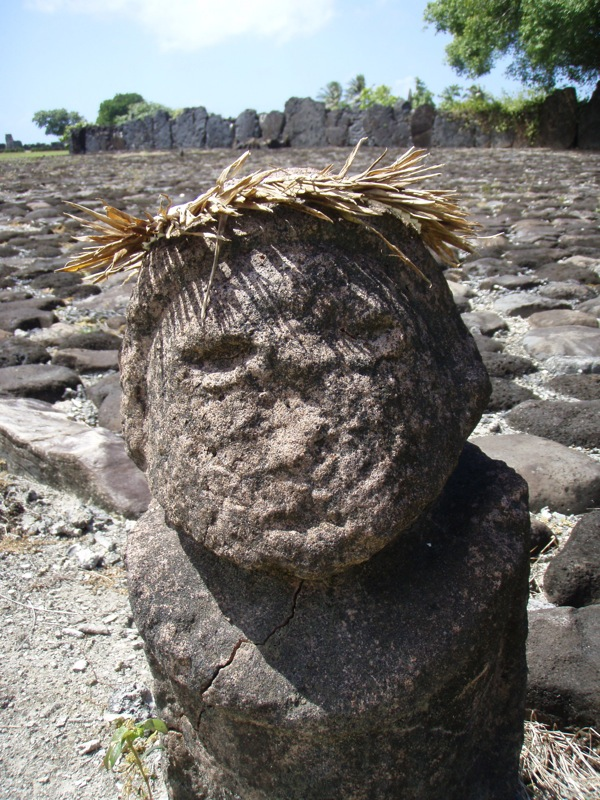
Tiki à Taputapuātea.

Le vavau désigne le terrain où est érigé le marae. C'est une terre sacrée, et de nombreux tabous (tapu) lui sont attachés. 
Le ahu est l'élément principal du marae : c'est une plateforme rectangulaire de pierres volcaniques ou de plaques de corail, parfois surmontée d'un autel à l'une de ses extrémités. Son périmètre est composé de grandes et larges pierres dressées, plus hautes que la surface intérieure dallée de pierres. Ces pierres ne contiennent pas de pétroglyphes polynésiens. Sur cet ensemble se dressent les unus : sculptures en bois ou en basalte à formes humaines (Tiki) ou animales servant de réceptacles pour l'esprit d'un dieu ou d'un ancêtre.
Les plus grands et les plus importants marae sont accompagnés de marae secondaires, de surfaces dallées et de chemins de pierres. Les surfaces dallées peuvent avoir servi de supports à de grands bâtiments communautaires en bois.

## Lieu de culte
Lieu de culte, le marae était un espace sacré reliant les hommes, les ancêtres et les dieux. Il recevait les offrandes faites aux dieux, sous forme de portions prélevées sur la pêche, les récoltes, et dans certaines îles et à certaines époques, de sacrifices humains. Les rituels pratiqués avaient notamment pour but d'obtenir la bénédiction des dieux afin d'avoir de bonnes pêches, de bonnes récoltes, ou leur soutien dans la guerre.

## Titre foncier
Dans l'ancienne culture polynésienne, le marae joue un rôle essentiel dans la définition de la propriété foncière. Celle-ci n'était pas individuelle mais attachée à une lignée, et profondément liée aux noms héréditaires de la famille possédant la terre où le marae était érigé. Les généalogies sont transmises oralement et confidentiellement à travers les générations, et sont révélées lors des litiges fonciers afin de confondre les usurpateurs incapables de fournir leurs titres. Une atteinte à la propriété devenait ainsi une offense faite au marae et aux dieux, et appelait pour châtiment de substantielles réparations et parfois la mort.
En complément du marae, des pierres servaient de bornage des limites des propriétés foncières. Elles étaient également revêtues d'un caractère sacré, profondément ancré dans les croyances de la population, et leur déplacement condamnait à une mort certaine par magie. Du caractère sacré de la propriété foncière, découlait l'inaliénabilité de la propriété familiale.

## Fondation d'un marae
Lorsqu'un ariʻi (membre d'une caste supérieure, celle des guerriers et des prêtres) quittait sa famille pour fonder une nouvelle lignée, il emportait avec lui une pierre de son marae familial jusqu'à sa nouvelle terre. Le rite de fondation d'un nouveau marae symbolisait la création du titre de propriété sur la nouvelle terre, le nom de la famille propriétaire et la légitimité de son pouvoir politique. La pierre de fondation : ofai faoa, était enterrée (avec parfois le corps d'un animal ou d'homme sacrifié dont l'esprit devenait le gardien du marae), puis le marae était construit par-dessus et ses pierres consacrées.
Il semble qu'en prenant une pierre de son marae natal, le fondateur d'une nouvelle lignée abandonnait ses droits sur son patrimoine familial d'origine, mais en en érigeant un nouveau, il proclamait sa nouvelle propriété. Il changeait aussi de nom, son nouveau nom devenant le patronyme fondateur de la nouvelle lignée sur sa nouvelle terre.